# Rajsamand (Distrikt)
Der Distrikt Rajsamand (Hindi राजसमन्द जिला) ist ein Distrikt im westindischen Bundesstaat Rajasthan.

## Geographie
Die Fläche des Distrikts beträgt 4.550,93 km². Das Aravalligebirge bildet die nordwestliche Distriktgrenze. Der Fluss Banas entwässert das Gebiet nach Osten zum Chambal. Verwaltungssitz des Distrikts ist die ca. 62 km (Fahrtstrecke) nördlich von Udaipur gelegene gleichnamige Stadt Rajsamand.

## Bevölkerung
Die Einwohnerzahl liegt bei 1.156.597 (Zensus 2011).
Das Geschlechterverhältnis liegt bei 990 Frauen auf 1000 Männer.
Die Alphabetisierungsrate liegt bei 63,14 % (78,42 % bei Männern, 47,95 % bei Frauen).
95,6 % der Bevölkerung sind Anhänger des Hinduismus, 2,91 % sind Muslime.

## Verwaltungsgliederung
Der Distrikt ist in folgende Tehsils gegliedert:
- Amet
- Bhim
- Devgarh
- Kumbhalgarh
- Nathdwara
- Railmagra
- Rajsamand

Städte mit dem Status einer Municipality sind:
- Amet
- Devgarh
- Nathdwara
- Rajsamand

## Sehenswürdigkeiten
- Im äußersten Süden liegt der kleine Ort Eklingji mit seinem sehenswerten Tempelbezirk.
- An der Südwestgrenze befindet sich das Fort Kumbhalgarh, das zusammen mit anderen Bergfestungen von Rajasthan zum UNESCO-Weltkulturerbe gehört.
- Am Haldighati-Pass fand im Jahr 1576 eine Schlacht zwischen den Heeren des Rajputenherrschers von Mewar Rana Pratap Singh und des Großmoguls Akbar I. statt.